# Staffordshire
Staffordshire er et amt (county) i den engelske region West Midlands. Staffordshire grænser op til Cheshire, Derbyshire, Leicestershire, Warwickshire, West Midlands, Worcestershire, og Shropshire. Den største by i Staffordshire er Stoke-on-Trent.
I 2009 fandt en amatørarkæolog en stor skat på en mark nær Lichfield i det sydlige Staffordshire. Skatten bestod af angelsaksiske guld- og sølvgenstande

## Byer
| Rang | Navn                       | Distrikt                | Indbyggertal | Indbyggertal |
| Rang | Navn                       | Distrikt                | 2001         | 2011         |
| ---- | -------------------------- | ----------------------- | ------------ | ------------ |
| 1    | Stoke-on-Trent             | Stoke-on-Trent          | 240,636      | 249,008      |
| 2    | Tamworth                   | Tamworth                | 75,800       | 76,813       |
| 3    | Newcastle-under-Lyme       | Newcastle-under-Lyme    | 73,944       | 75,082       |
| 4    | Burton-upon-Trent          | East Staffordshire      | 64,449       | 72,299       |
| 5    | Stafford                   | Stafford                | 55,700       | 68,472       |
| 6    | Lichfield                  | Lichfield               | 30,050       | 32,877       |
| 7    | Cannock                    | Cannock Chase           | 28,435       | 29,018       |
| 8    | Burntwood                  | Lichfield               | 25,674       | 28,553       |
| 9    | Kidsgrove                  | Newcastle-under-Lyme    | 24,112       | 26,293       |
| 10   | Rugeley                    | Cannock Chase           | 22,724       | 24,033       |
| 11   | Leek                       | Staffordshire Moorlands | 18,678       | 19,624       |
| 12   | Biddulph                   | Staffordshire Moorlands | 17,241       | 17,669       |
| 13   | Hednesford                 | Cannock Chase           | 16,961       | 17,343       |
| 14   | Stone                      | Stafford                | 14,258       | 16,385       |
| 15   | Wombourne                  | South Staffordshire     | 13,691       | 13,511       |
| 16   | Uttoxeter                  | East Staffordshire      | 13,309       | 13,089       |
| 17   | Heath Hayes and Wimblebury | Cannock Chase           | 12,176       | 14,085       |
| 18   | Cheadle                    | Staffordshire Moorlands | 12,158       | 11,404       |
| 19   | Great Wyrley               | South Staffordshire     | 11,236       | 11,060       |
| 20   | Perton                     | South Staffordshire     | 11,118       | 10,686       |
| 21   | Penkridge                  | South Staffordshire     | 7,000        | 7,791        |
| 22   | Codsall                    | South Staffordshire     | 7,496        | 7,582        |
| 23   | Norton Canes               | Cannock Chase           | 6.394        | 7,479        |
| 24   | Eccleshall                 | Stafford                | 6,312        | 6,657        |
| 25   | Bilbrook                   | South Staffordshire     | 4,569        | 4,913        |
| 26   | Kinver                     | South Staffordshire     | 4,607        | 4,723        |
| 27   | Armitage                   | Lichfield               | 4,675        | 4,650        |

## Seværdigheder
- Alton Towers
- Ancient High House
- Apedale Community Country Park
- Biddulph Grange
- Blithfield Hall
- Blithfield Reservoir
- Brindley Water Mill
- Broad Eye Windmill
- Cannock Chase
- Chasewater Railway
- Cheddleton Flint Mill
- Churnet Valley Railway
- Croxden Abbey
- Dovedale
- Downs Banks
- Drayton Manor Theme Park
- Eccleshall Castle
- Erasmus Darwin House
- Ford Green Hall
- Foxfield Steam Railway
- Gladstone Pottery Museum
- Hanley Park
- Heart of England Way
- Moseley Railway Trust (Apedale)
- Ilam Park
- Izaak Walton's Cottage
- Manifold Way following the route of the former Leek and Manifold Valley Light Railway
- National Brewery Centre
- Lichfield Cathedral
- Madeley Old Hall
- Monkey Forest at Trentham Gardens
- Moseley Old Hall
- Mow Cop Castle
- Middleport Pottery
- National Memorial Arboretum
- Peak District National Park
- Potteries Museum & Art Gallery
- Pennine Way
- RSPB Coombes Valley
- Rudyard Lake Steam Railway
- Sandon Hall
- Shugborough Estate
- Stafford Parish Church
- Stafford Castle
- Staffordshire Regiment Museum
- Staffordshire Way
- Stoke Minster
- The Roaches
- Tamworth Castle
- Trentham Gardens
- Tutbury Castle
- Victoria Park, Stafford
- Wall Roman Site
- Wedgwood Museum
- Weston Park
- Whitmore Hall